# Skydiver (Walibi Holland)
Skydiver is een attractie in familiepretpark Walibi Holland in Biddinghuizen.
Skydiver is een SkyDiver en is gebouwd in 2002 door Funtime. Hij is gesitueerd in het parkgedeelte Wilderness. Tegen betaling kunnen bezoekers zich vanaf een hoogte van 54 meter naar beneden laten storten met een snelheid van meer dan 100 kilometer per uur. De capaciteit van de Skydiver is 38 personen per uur.
Afbeeldingen · Lijst van attracties